# Neolophonotus io
Neolophonotus io là một loài ruồi trong họ Asilidae. Neolophonotus io được Londt miêu tả năm 1986. Loài này phân bố ở vùng nhiệt đới châu Phi.